# Індепенденсія (Чилі)

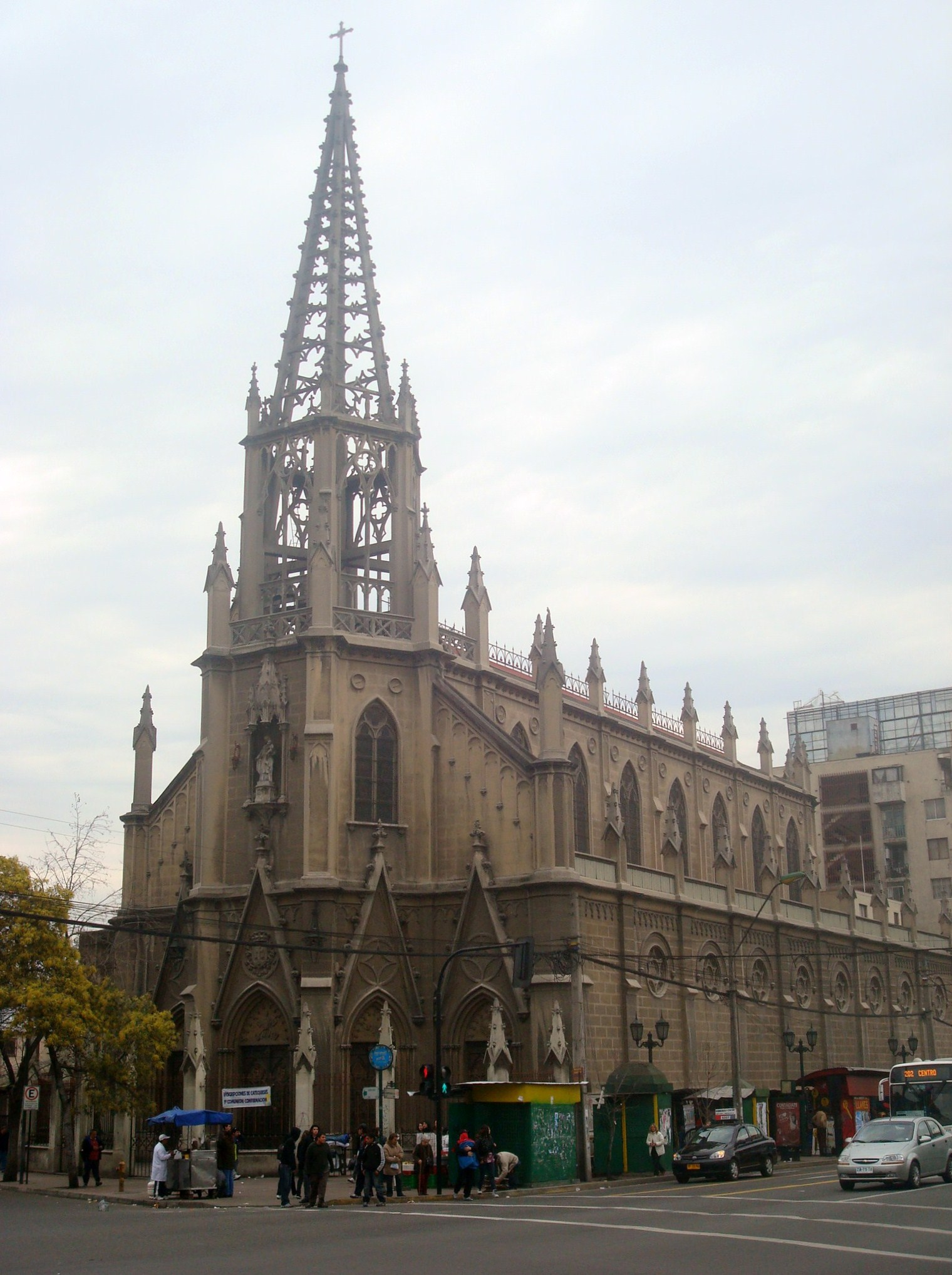
Собор на проспекті Незалежності

Індепенденсія (ісп. Independencia) — комуна у складі провінції Сантьяго Столичного регіону, Чилі. Одна з міських комун міста Сантьяго.
Територія — 7 км². Чисельність населення — 100 281 мешканець (2017). Щільність населення — 14 325,9 чол./км².
В Індепенденсії розташований один з провідних футбольних клубів Чилі «Уніон Еспаньйола».

## Розташування
Комуна розташована на півночі міста Сантьяго.
Комуна межує:
- на півночі — з комуною Кончалі
- на сході — з комуною Реколета
- на півдні — з комуною Сантьяго
- на заході — з комуною Ренка